# VascoTV
A VascoTV é o canal oficial do Club de Regatas Vasco da Gama no YouTube, eleito a melhor televisão de clubes da América do Sul pela Confut Sudamericana, o principal evento da indústria futebolística sul-americana, em 2024.
Desde 2023, vem consecutivamente sendo a plataforma do YouTube mais assistida dentre as equipes do Campeonato Brasileiro, consolidando-se como a TV líder em audiência no cenário esportivo brasileiro.
A equipe jornalistica do canal tem se destacado, desde sua idealização, pela presença de profissionais renomados com passagens nas principais emissoras de comunicação do Brasil, como os apresentadores Sérgio Loroza, Vanessa Riche e Alexandre Pessoal, filho de Erasmo Carlos, além dos repórteres Sandro Gama, André Marques e Déborah Cruz.

## Histórico

### Início da produção de conteúdo
Ainda no começo de 2006, foi ao ar o canal crvascodagama no YouTube, que pode ser considerado uma espécie de embrião da VascoTV. O projeto teve como primeira postagem, uma gravação do gol de falta marcado por Ramon Menezes na goleada contra o Sagrada Esperança de Angola por 4–0, em amistoso realizado a 30 de janeiro do mesmo ano, em São Januário. Até 29 de junho de 2008, foram lançados 147 vídeos de coletivas de imprensa, apresentações, melhores momentos de partidas e cobertura de diversos esportes do clube, acumulando mais de 3 milhões de visualizações.

### Parcerias com Esporte Interativo e Premiere
Em 2011, foi firmada uma parceria com o canal Esporte Interativo para a elaboração de um programa semanal com conteúdo dedicado exclusivamente ao clube. Contando com veiculação em TV aberta e retransmissão nas mídias digitais oficiais do Vasco, o cruzmatino se tornou a primeira equipe brasileira a ter um programa exlusivo em canal aberto de televisão.
Assim, com o lançamento da primeiro edição do programa, em 30 de março foi criado o canal VascoTV no Youtube. Com mais de uma centena de episódios transmitidos, a atração abordou momentos importantes da história do clube no período, incluindo especiais para a conquista da Copa do Brasil de 2011, o retorno de Juninho Pernambucano, e a despedida de Edmundo na goleada sobre o Barcelona de Guayaquil por 9–1 em São Januário.
Já em 2015, houve uma nova reformulação na VascoTV, desta vez em parceria com o canal por assinatura Premiere Futebol Clube. Em 05 de abril, estreou um novo programa que era exibido semanalmente na sequência das partidas do Vasco e reprisado ao longo da programação linear do Premiere. O conteúdo também era disponibilizado no portal globoesporte e nas redes do clube, incluindo YouTube e o site oficial. Além disso, a logomarca e identidade oficial da VascoTV foram também renovadas.

### Desenvolvimento e expansão
Com o avanço das tecnologias de transmissão e uma crescente demanda por conteúdo nas mídias digitais, a VascoTV passou por um significativo processo de profissionalização e expansão, contando com investimentos nos últimos anos que a consolidaram como uma referência nas transmissões esportivas no YouTube.
No confronto contra o Madureira pelo Campeonato Carioca de 2020, o canal alcançou um marco importante ao transmitir sua primeira partida oficial ao vivo com imagens. Esta cobertura ocorreu em virtude da rescisão do contrato firmado entre a Globo e a FERJ, após alegada quebra da exclusividade, em meio a então recém aprovação da chamada Lei do Mandante. Apesar dos desafios operacionais, o jogo firmou a entrada do Vasco na era das transmissões diretas aos torcedores, e foi considerado um sucesso.
Já no Campeonato Carioca de 2021, a VascoTV transmitiu todas as partidas da equipe enquanto mandante. O cruzmatino adotou, assim como outras equipes do estado, um modelo exclusivo de pay-per-view para seus jogos, com o desenvolvimento da plataforma intitulada Pay-Per-Vasco.
Em 2023, a VascoTV realizou a primeira transmissão em 4K da história das televisões de clubes no Brasil. O feito aconteceu durante a final do Campeonato Carioca sub-20, na qual o Vasco da Gama se sagrou campeão, nos pênaltis, sobre o Flamengo. Desde então, a tecnologia 4K foi incorporada em diversas produções do canal, incluindo pré-jogos, partidas do futebol feminino, categorias de base e eventos especiais, aumentando ainda mais a qualidade oferecida aos torcedores.
Em 21 de agosto de 2024, data do aniversário de sua fundação o Vasco da Gama promoveu, no Espaço Hall, o evento "Vamos Todos Cantar de Coração", em comemoração aos 126 anos do clube. O show, que teve atrações como os cantores Iza, Lexa e Kevin o Chris, contou com cobertura e transmissão simultânea da VascoTV. Durante o evento oficial, o zagueiro Léo Pelé foi alvo de piada por um dos humoristas que se apresenta no palco, em ato repudiado pelo elenco cruzmaltino e por grande parte da torcida.

### Alvo de ataques hackers
Em 13 de fevereiro de 2022, a plataforma Cariocão Play, criada pela Federação de Futebol do Rio para a geração das imagens dos jogos do Campeonato Carioca, anunciou ter sido hackeada durante um Clássico da Amizade. Por conta disso, a transmissão da partida foi liberada nos canais dos clubes no YouTube, VascoTV e Botafogo TV.
O canal oficial do Vasco também foi alvo de invasões, ainda em 2022, sendo renomeado e tendo seu logotipo alterados para o da empresa Tesla USA e retransmitindo uma live de debates sobre Bitcoin.
Novamente em 2024, a VascoTV voltou a sofrer ataques hackers, que modificaram o nome e a foto oficiais da conta, excluíram conteúdo e fizeram postagens de vídeos com tutoriais e golpes envolvendo criptomoedas, notadamente Bitcoin.

## CRVG TV
Em 07 de abril de 2023, foi criado um segundo canal chamado CRVG TV, voltado aos demais esportes que estão sob o comando do clube associativo. Dessa forma, desmembrando-os da VascoTV, controlada pela SAF e destinada ao futebol masculino, feminino e suas categorias de base.
O novo canal ganhou notabilidade ao promover modalidades como basquete, futebol de salão, beach soccer e futebol americano, destacando-se especialmente pelas transmissões ao vivo de competições, incluindo o Novo Basquete Brasil, Campeonato Brasileiro de Futsal e Liga Brasil Futebol Americano.
Além disso, a CRVG TV se dedica também a divulgar sessões do Conselho Deliberativo do clube, coletivas de imprensa e anúncios da Diretoria Administrativa, e à produção de especiais, como da reforma da Sede Náutica da Lagoa e em comemoração aos 100 anos da Resposta Histórica.

## Estrutura
Em 2021, em meio a investimentos no departamento de comunicação do clube, foi inaugurado um espaço exclusivo para a VascoTV no Complexo de São Januário, que conta com dois ambientes de gravação, quatro câmeras 4K e telão em LED. Situado entre os vestiários e a sala de imprensa, o local foi batizado como Estúdio Abelardo Barbosa, em tributo ao consagrado apresentador Chacrinha, ilustre torcedor vascaíno.
A Sala de Imprensa Chico Anysio também é uma estrutura muito utilizada em coletivas, entrevistas e anúncios, com destaque mais recente para a apresentação oficial do francês Dimitri Payet. Reformada e ampliada em 2022, homenageia um dos maiores humoristas da história, que era torcedor de arquibancada do Vasco.
Outro espaço importante é o Centro de Comunicação Álvaro do Nascimento Rodrigues, composto por 2 andares de cabines de transmissão e onde se localizam as equipes de imprensa, narradores e comentaristas. Construída ainda em 1949, em face das reformas para sediar a Copa América, a área foi nomeada em homenagem ao jornalista Álvaro Nascimento, de pseudônimos “Cascadura” e “Zé de São Januário” no Jornal dos Sports, que teve grande participação na história do clube: na campanha de arrecadação para a obra de São Januário, nas construções da Capela das Vitórias e do Parque Aquático, e sendo conselheiro e Benemérito do cruzmaltino.
A VascoTV conta ainda com bases de comunicação no CT Moacyr Barbosa, CT Almirante Heleno Nunes e na Sede Náutica da Lagoa.